# Richard Attwood
Pour les articles homonymes, voir Attwood.
Richard James David Attwood, dit « Dickie » Attwood, né le 4 avril 1940 à  Wolverhampton, en Angleterre, est un pilote automobile britannique.
Après une carrière en Formule 1 où il court pour BRM, Lotus ou Cooper et où son meilleur résultat est une deuxième place au Grand Prix automobile de Monaco 1968, il se tourne vers l'endurance et remporte les 24 Heures du Mans 1970.

## Biographie

### Monoplace

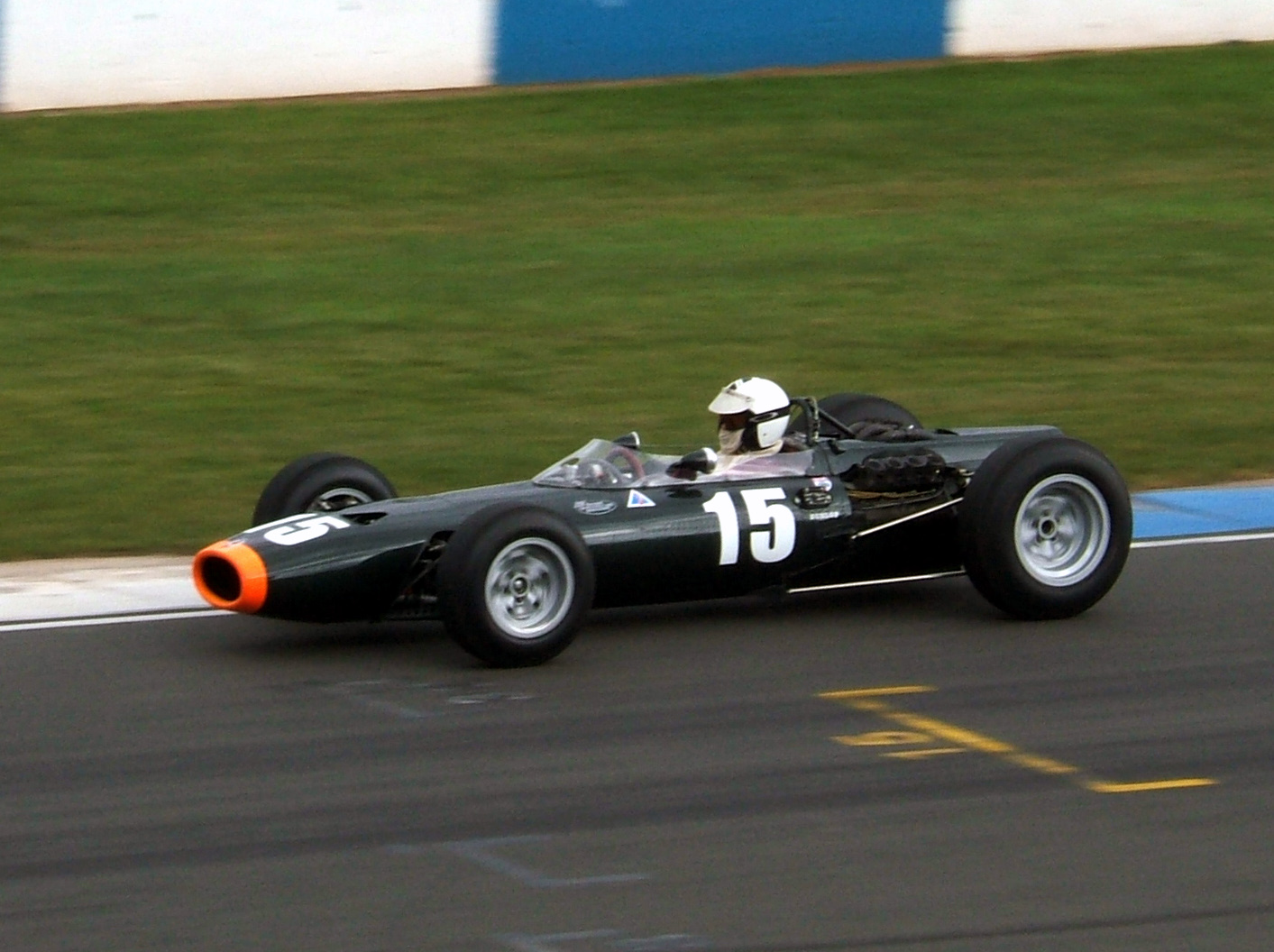
Richard Attwood en 2007 au volant d'une réplique de la BRM P261 utilisée en Formule Tasmane en 1966 et 1967

Après avoir été apprenti chez Jaguar, il débute en sport automobile sur une Triumph TR3 en 1960 et rejoint la Formule Junior en 1961. Il remporte le Grand Prix de Monaco de Formule 3 en 1963 puis passe en Formule 2 et remporte le Grand Prix de Vienne en 1964.
Il débute en Formule 1 en 1965 avec le Reg Parnell Racing mais ne parvient à remporter que deux points dans la saison. En parallèle, il continue à courir en Formule 2 et remporte le Grand Prix de Rome en 1965. Durant les deux années suivantes il ne participe qu'à un seul Grand Prix au Canada en 1967 car il court en Formule Tasmane où il remporte une course à Levin en Nouvelle-Zélande en 1966.
Après la mort de Mike Spence dans une séance d'essais en vue des 500 miles d'Indianapolis, Richard Attwood revient en Formule 1 au Grand Prix automobile de Monaco 1968. Cette course reste sa meilleure course avec une deuxième place derrière Graham Hill. Les courses suivantes ne sont pas à la hauteur et il est remplacé par Bobby Unser avant la fin de la saison.
Il reviendra toutefois l'année suivante au Grand Prix automobile de Monaco 1969 au volant d'une Lotus et obtient une quatrième place puis au Grand Prix automobile d'Allemagne 1969 au volant d'une Brabham F2 de Frank Williams où il termine sixième pour son dernier Grand Prix.

### Endurance

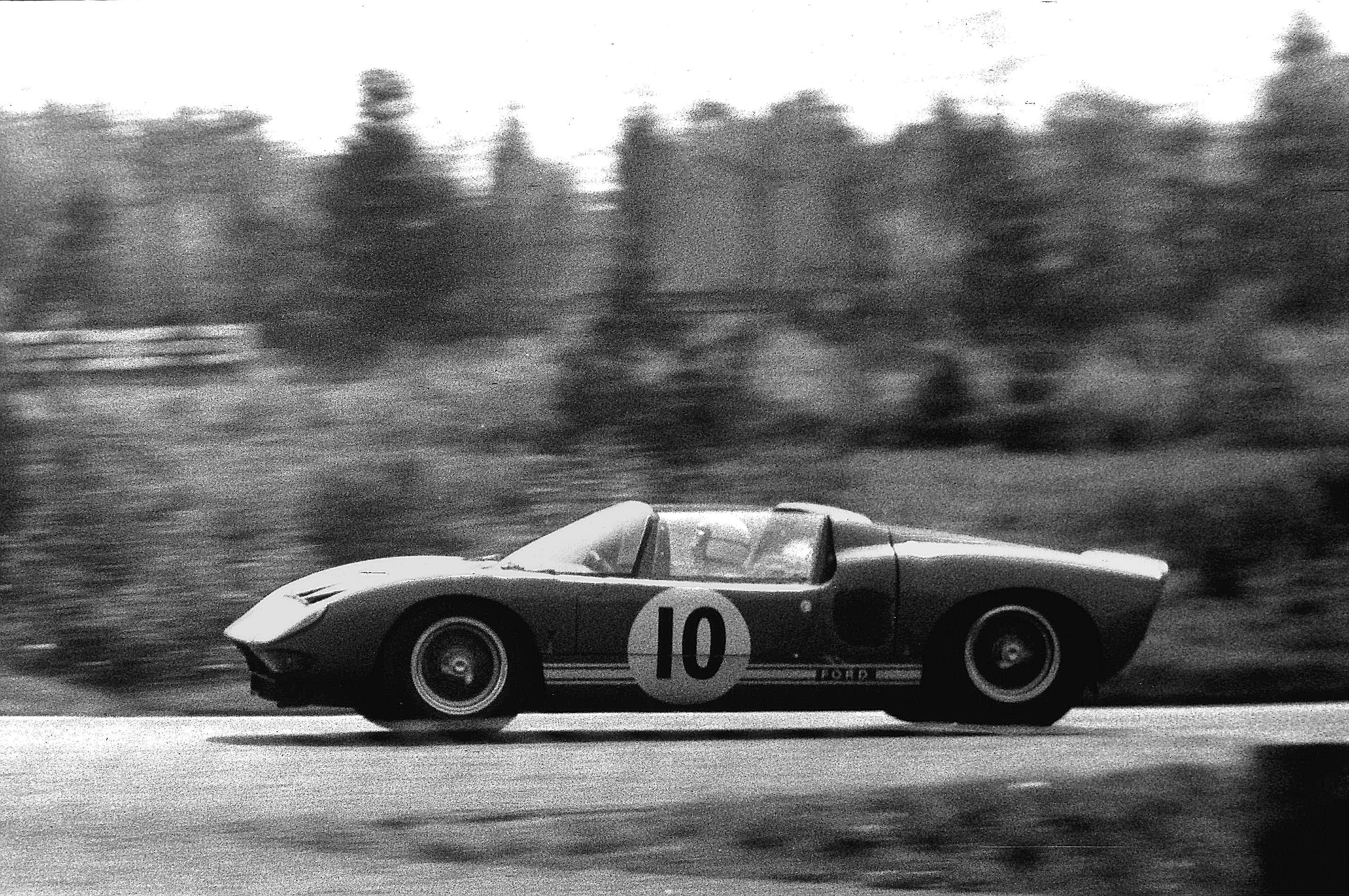
Richard Attwood aux 1000 km du Nürburgring 1965

Tout en réalisant sa carrière en monoplace, Richard Hattwood débute aux 24 Heures du Mans par un abandon en 1963 sur une Lola Mk6 GT en compagnie de David Hobbs. Il est ensuite intégré à l'équipe Ford au volant d'une GT40 avec Jo Schlesser mais n'obtient pas de résultats. Sa première victoire arrive en 1965 aux 9 Heures de Kyalami en 1965 sur une Ferrari 365 P2 en compagnie de David Piper. L'équipage remporte de nouveau cette épreuve en 1966 sur Ferrari 365 P2/3 et en 1969 sur Porsche 917.
Il participe alors au championnat du monde des voitures de sport sur Ferrari pour l'écurie Maranello Concessionaires avant de débuter avec une Porsche 908 privée aux 6 Heures de Watkins Glen en 1968 et de s'engager avec l'écurie officielle pour le Championnat du monde des voitures de sport 1969. Il obtient des places d'honneur aux 6 Heures de Brands Hatch, aux 1 000 km de Spa, aux 1 000 km du Nürburgring et 6 Heures de Watkins Glen au volant d'une Porsche 908 mais n'obtient aucune victoire. L'année 1969 est aussi marquée par le développement de la nouvelle Porsche 917 que Richard Attwood conduit pour la première fois aux 24 Heures du Mans 1969 mais un problème d'embrayage l'obligera à l'abandon dans la vingt-deuxième heure. Cet incident renforcera la motivation du constructeur et du pilote pour l'année suivante.
C'est en compagnie de Hans Herrmann avec lequel il participe au Championnat du monde des voitures de sport 1970 qu'il obtient la victoire aux 24 Heures du Mans 1970 au volant de la Porsche 917K de l'écurie Porsche KG Salzburg. L'année suivante, il s'engage avec l'écurie John Wyer Automotive Engineering toujours sur une Porsche 917. L'année sera marquée par une deuxième place aux 24 Heures du Mans avec Herbert Müller, une troisième place aux 6 Heures de Watkins Glen avec Derek Bell et une victoire aux 1 000 km de Zeltweg avec Pedro Rodríguez (deux semaines seulement avant son accident mortel au Norisring). Richard Attwood met fin à sa carrière sportive à l'issue de cette saison.
Il reviendra une dernière fois à la compétition en 1984 au volant de l'Aston Martin Nimrod sans jamais terminer une course.

## Résultats en championnat du monde de Formule 1

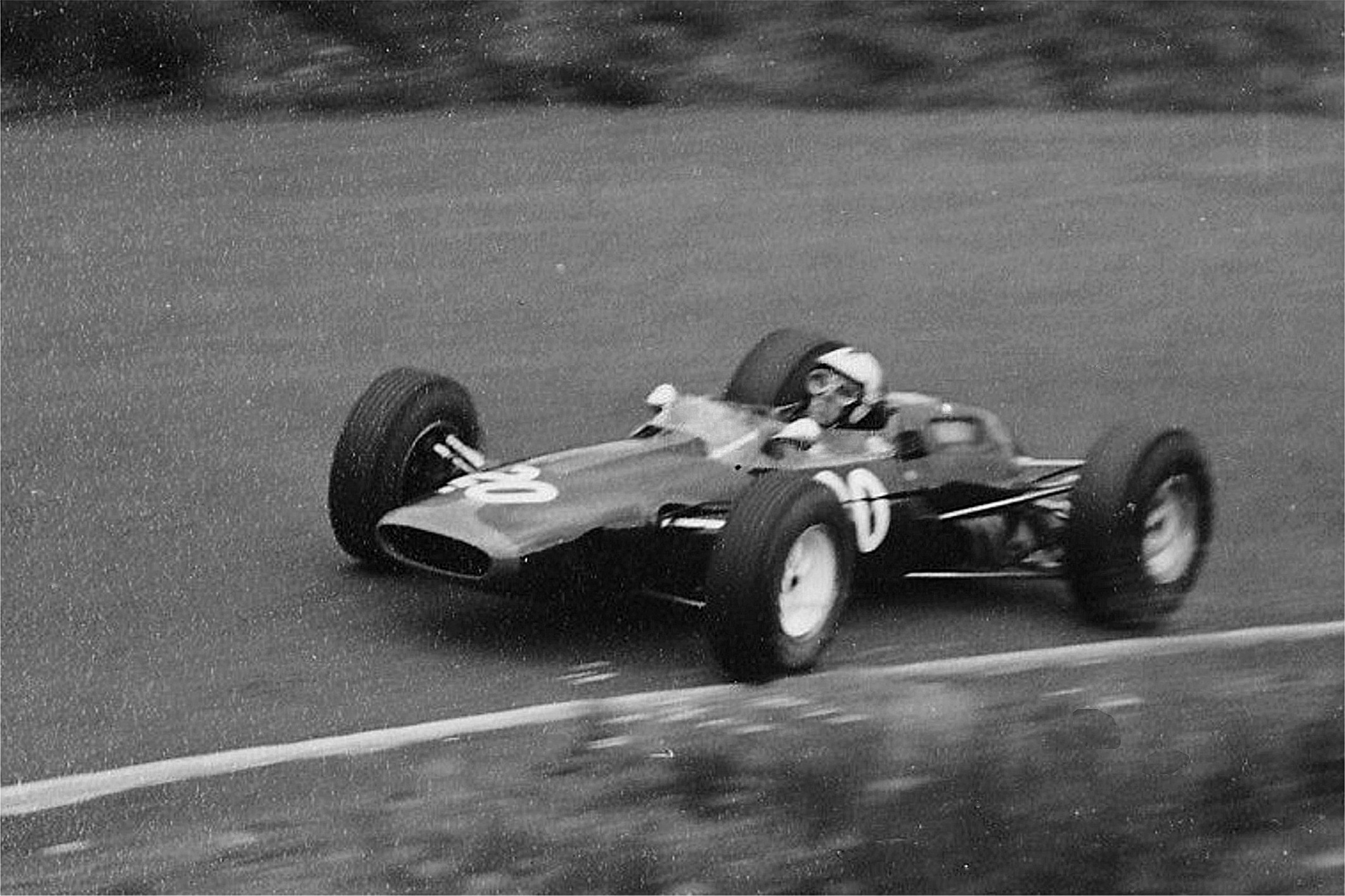
Richard Attwood sur la BRM-Lotus en 1965

| Saison | Écurie                   | Châssis     | Moteur       | Pneus     | GP disputés | Points inscrits | Classement |
| ------ | ------------------------ | ----------- | ------------ | --------- | ----------- | --------------- | ---------- |
| 1965   | Reg Parnell Racing       | Lotus 25    | BRM V8       | Dunlop    | 8           | 2               | 16e        |
| 1967   | Cooper Car Company       | Cooper T81B | Maserati V12 | Firestone | 1           | 0               | n.c.       |
| 1968   | Owen Racing Organisation | BRM P126    | BRM V12      | Goodyear  | 6           | 6               | 13e        |
| 1969   | Gold Leaf Team Lotus     | Lotus 49    | Cosworth V8  | Firestone | 1           | 3               | 13e        |

## Résultats aux 24 Heures du Mans

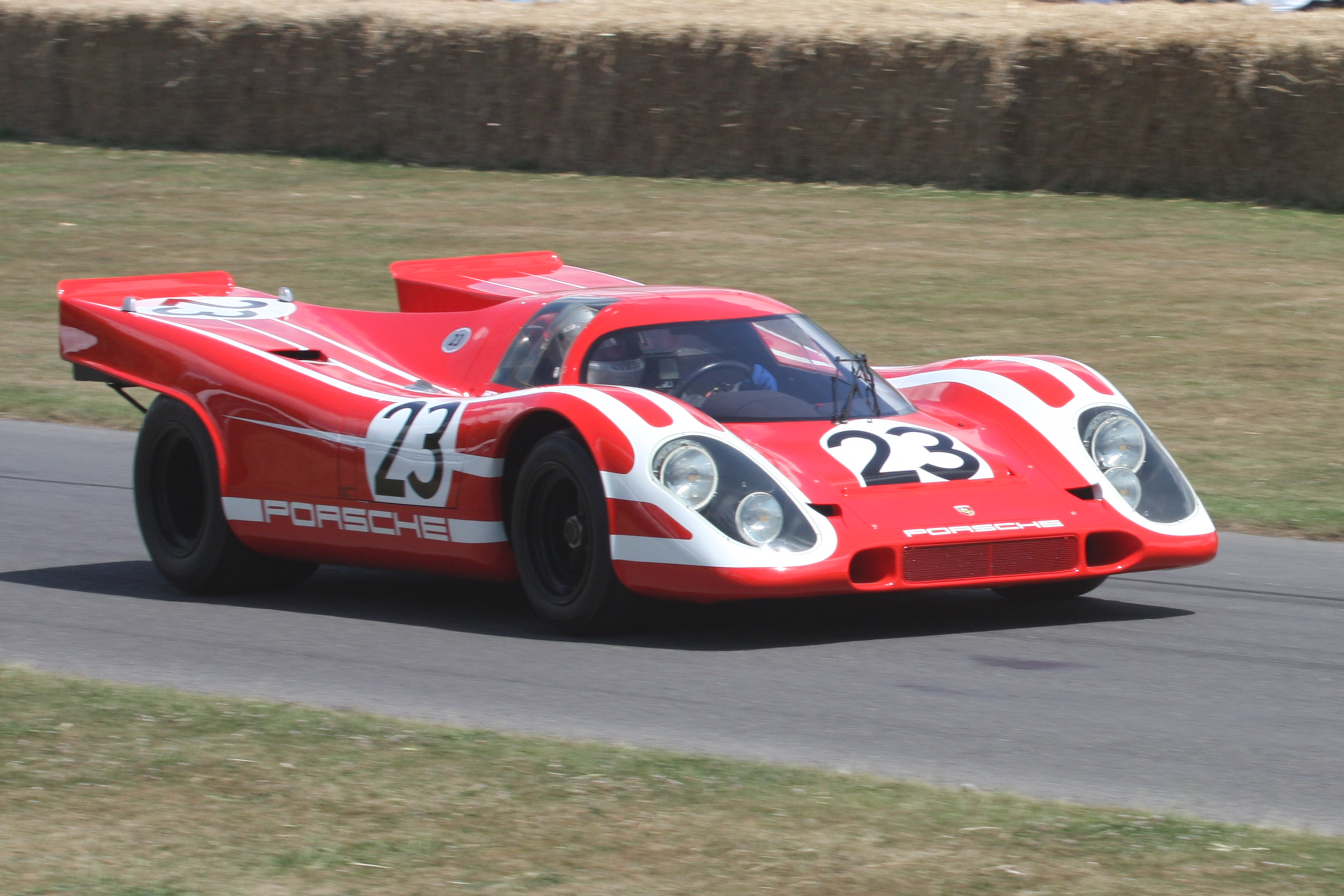
La Porsche 917K victorieuse aux 24 Heures du Mans en 1970

| Année | Voiture               | Équipe                                | Équipiers                  | Résultat  |
| ----- | --------------------- | ------------------------------------- | -------------------------- | --------- |
| 1963  | Lola Mk6 GT           | Lola Cars Ltd.                        | David Hobbs                | Abandon   |
| 1964  | Ford GT40 Mk.I        | Ford Motor Company                    | Jo Schlesser               | Abandon   |
| 1966  | Ferrari 365 P2 Spyder | Maranello Concessionaires             | David Piper                | Abandon   |
| 1967  | Ferrari 412P          | Maranello Concessionaires             | Piers Courage              | Abandon   |
| 1968  | Ferrari 250LM         | David Piper Racing                    | David Piper                | 7e        |
| 1969  | Porsche 917L          | Porsche System Engineering            | Vic Elford                 | Abandon   |
| 1970  | Porsche 917K          | Porsche KG Salzburg                   | Hans Herrmann              | Vainqueur |
| 1971  | Porsche 917K          | John Wyer Automotive Engineering Ltd. | Herbert Müller             | 2e        |
| 1984  | Nimrod NRA/C2B        | Viscount Downe Aston Martin           | John Sheldon / Mike Salmon | Abandon   |